# Melissa Humana-Paredes
Melissa Humana-Paredes (ur. 10 października 1992 w Toronto) – kanadyjska siatkarka plażowa, mistrzyni Świata z 2019 roku razem z Sarah Pavan.

## Wczesne lata
Urodziła się w Toronto w prowincji Ontario w Kanadzie. Jest młodszą córka dwóch chilijskich emigrantów tancerki baletowej Myriam Paredes i siatkarza Hernána Humaña, który grał w reprezentacji Kanady, a po zakończeniu kariery zawodniczej był trenerem duetu John Child i Marka Hesse, którzy zdobyli brązowy medal na Igrzyskach Olimpijskich 1996. Melissa zaczęła grać w siatkówkę plażową w wieku 12 lat, a cztery lata później reprezentowała Kanadę na arenie międzynarodowej. Grała również w siatkówkę halową w zespole Storm Volleyball. Następnie studiowała komunikację na uczelni York University, równocześnie grając przez cztery sezony w dla York Lions w latach 2010-2014.

## Kariera
W 2011 zdobyła srebrny medal na Mistrzostwach Świata U-21 w parze z Victorią Altomare. Kilka lat później ojciec Melissy rozmawiał z trenerem Garthem Pischke i dowiedział się, że jego córka Taylor chce rozpocząć karierę w siatkówce plażowej i zasugerował, aby stworzyć duet Melissa-Taylor. Obie zostały przeszkolone przez Johna Childa. Zawodniczki zdobyły brązowy medal na Mistrzostwach Świata U-23, a Melissa została wybrana przez FIVB najlepszą debiutantką w 2015 roku.
Melissa brała udział w kilku turniejach Grand Slam jak i Mistrzostwach Świata 2015 odpadając w 1/8 finału, a także w Igrzyskach Panamerykańskich 2015 dochodząc do półfinału. W dniach 23-28 sierpnia 2016 roku razem z Taylor Pischke rywalizowały na turnieju w Long Beach z grupie A tocząc wyrównane, lecz przegrane pojedynki z Marią Antonelli i Lili (21–11, 23–21) oraz April Ross i Kerri Walsh (21–16, 21–17). Jedyny zwycięski mecz stoczyli z brazylijkami Caroliną Horta i Aną Patricią Silva (21–19, 26–24) plasując się na trzeciej pozycji.
Z Sarah Pavan wygrały World Tour w 2019 roku, a także zdobyły złoty medal na Mistrzostwach Świata w 2019 roku pokonując April Ross i Alix Klineman 2-0 w setach (23-21, 23-21) będąc pierwszą kanadyjską parą, która triumfowała w turnieju tej rangi. Tym samym dzięki temu zwycięstwu automatycznie zakwalifikowały się na Igrzyska Olimpijskie w Tokio w 2020 roku. Na turnieju olimpijskim wygrały wszystkie mecze w grupie 2-0. Następnie w 1/8 finału pokonały hiszpański duet Liliana Fernández - Elsa Baquerizo 2-0. Zakończyły zmagania w ćwierćfinale przegrywając 2-1 z australijską parą Mariafe Artacho del Solar - Taliqua Clancy.